# Katrinagate

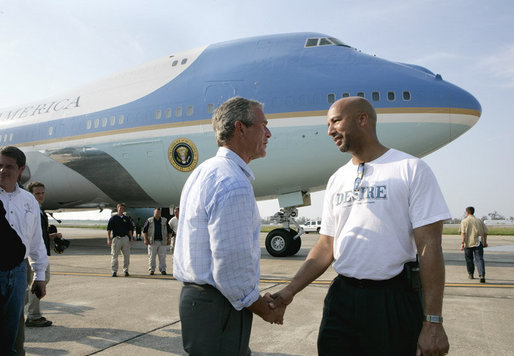
George W. Bush und Ray Nagin, 2. September 2005

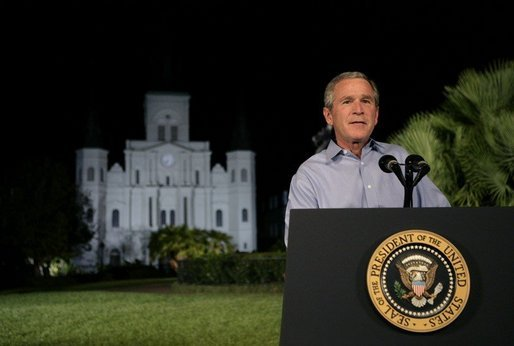
Bush in einer Fernsehansprache über die Katrina-Hilfe, 15. September 2005

Der Begriff Katrinagate wurde in Anlehnung an Watergate geprägt, um die der Regierung des US-Präsidenten George W. Bush im Zusammenhang mit dem Katastrophenmanagement nach dem Hurrikan Katrina im August 2005 vorgeworfenen Versäumnisse in einem griffigen Wort zu konzentrieren. Das semantische Bindeglied zwischen beiden Begriffen ist die Rolle der Presse als Mittel der Aufdeckung von Skandalen, die ansonsten Gefahr liefen, vertuscht zu werden.
Der Hurrikan Katrina hatte verheerende Auswirkungen, die zum Teil seiner Stärke, zum Teil den besonderen geografischen Gegebenheiten der Region und zum Teil einer zögerlichen Reaktion von Verantwortlichen angelastet wurden. Präsident Bush unterbrach seinen Urlaub erst am dritten Tag, was viele Beobachter als deplatziert kritisierten. Noch Tage nach dem Sturm mussten Zehntausende in New Orleans auf Hilfe warten; der Bürgermeister der Stadt, Ray Nagin, warf der US-Regierung in drastischen Worten vor, versagt zu haben.
Acht Tage nach Abflauen des Hurrikans waren über 50.000 Soldaten der Nationalgarde im Einsatz, um den Menschen im Katastrophengebiet zu helfen und Plünderungen zu unterbinden. Nachteilig war jedoch, dass sich zu diesem Zeitpunkt 36 % der Nationalgardisten von Louisiana und Mississippi im Irak befanden. Zusätzliche Soldaten in die Krisenregion abzukommandieren, schien zwar kein Problem, aber ausgerechnet die gut ausgerüsteten Kampftruppen – die durch Bewaffnung, Fahrzeuge, Kommunikationsgeräte und eigene Feldküchen autonom operieren können – fehlten. Kritisiert wurde auch, die Nationalgarde werde im Irak für Kampfeinsätze eingesetzt. Die Hauptaufgabe der Nationalgarde sei es aber, Hilfe bei Naturkatastrophen zu leisten.
Von afroamerikanischer Seite wurde der Regierung Rassismus vorgeworfen, weil der größte Teil der noch nach Tagen auf Hilfe wartenden Bevölkerung schwarz war. Der Historiker und Soziologe Mike Davis prangerte in einem Interview den Abtransport von Teilen der Stadtbevölkerung von New Orleans als Deportation an.
Im Nachrichtenmagazin Der Spiegel wurde am 8. September 2005 berichtet, dass der Bruch der Schutzdeiche in New Orleans Bestandteil einer Katastrophenschutzübung im Vorjahr gewesen sei. Dies lege den Schluss nahe, dass die Federal Emergency Management Agency bei der nun eingetretenen Katastrophe inkompetent gewesen sei.

## Folgen und Rezeption
Nachdem die Presse zunächst nachsichtig mit dem Präsidenten umgegangen war, wurde zunehmend Kritik laut, als das ganze Ausmaß der Katastrophe sichtbar wurde. Die Kolumnistin der New York Times, Maureen Dowd, prägte mit ihrem Artikel United States of Shame den Ton der Kritik. Auf verschiedenen Ebenen – unter anderem auch vom Präsidenten selbst – wurde eine politische Untersuchung gefordert. Der Präsident sagte den Opfern der Katastrophe zu, die Soforthilfe über die zunächst bewilligten 10,5 Mrd. Dollar hinaus deutlich aufzustocken. Angekündigt wurden Hilfen in Höhe von 50 Milliarden Dollar für die FEMA, 1,4 Milliarden Dollar an die US-Streitkräfte und 400 Millionen für das United States Army Corps of Engineers.
Auf einer Pressekonferenz vom 13. September 2005 übernahm Präsident Bush schließlich die Verantwortung für „mögliche Pannen“ beim Krisenmanagement auf Bundesebene. Zuvor war der Leiter der FEMA, Michael Brown, ersetzt worden.